# عيد ميلاد إمبراطور اليابان

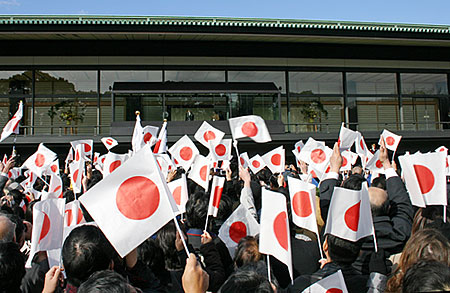
ظهور الإمبراطور أكيهيتو على العامة الذين يلوحون بأعلام اليابان، 23 فبراير 2004.

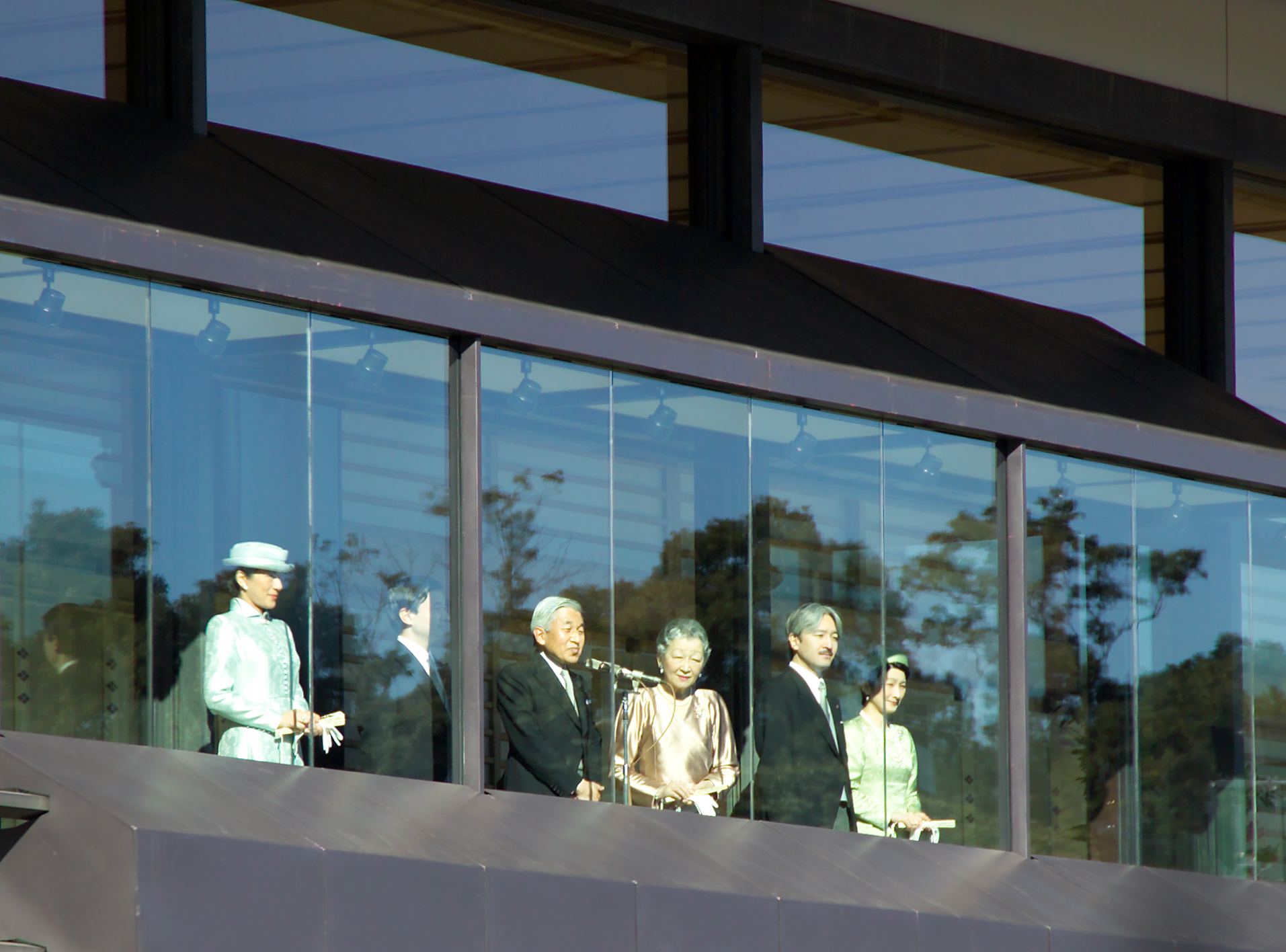
العائلة الإمبراطورية تحيط بالإمبراطور من على شرفة القصر الإمبراطوري.

عيد ميلاد إمبراطور اليابان (باليابانية: 天皇誕生日 تينُّو تانجوبي) هو عيد رسمي في اليابان، يحتفل به حالياً في يوم 23 فبراير من كل عام حيث يصادف هذا اليوم ذكرى ميلاد الإمبراطور الحالي أكيهيتو الذي ولد في 23 فبراير 1933.
في عهد الإمبراطور السابق هيروهيتو كان يحتفل بعيد ميلاد الإمبراطور في 29 أبريل، وهو بقي كعيد رسمي في اليابان حتى بعد وفاة الإمبراطور هيروهيتو حيث أعيدت تسميته عام 1989 إلى اليوم الأخضر وفي عام 2007 إلى يوم شووا. كان يطلق على عيد ميلاد الإمبراطور فيما قبل الحرب العالمية الثانية اسم (باليابانية: 天長節 تينتشوسيتسو) وتعني فصل السماء، أما بعد الحرب العالمية الثانية فقد أعادت الحكومة تسمية هذا اليوم إلى (باليابانية: 天皇誕生日 تينُّو تانجوبي) ويعني «عيد ميلاد الإمبراطور». وينص القانون أنه يجب أن يصادق مجلس النواب الياباني على عيد ميلاد الإمبراطور لكي يصبح عطلة رسمية، وبالتالي فقد تأخذ هذه العملية وقتاً بحيث أنه قد يتم تنصيب إمبراطور جديد ويأتي عيد ميلاده قبل أن يصبح عيد ميلاده عيداً رسمياً.

## الاحتفال
يقام في 23 ديسمبر احتفال عام في القصر الإمبراطوري حيث تفتح أبواب القصر للعامة للدخول إلى أقسام من حديقة القصر لا يسمح لهم بالدخول إليها عادة. يظهر الإمبراطور مع الإمبراطورة ميتشيكو وبعض أفراد العائلة الإمبراطورية لإلقاء التحية على الوافدين من على شرفة القصر الإمبراطوري المحمية بزجاج مضاد للرصاص من أجل شكر الوافدين على حضورهم للمباركة بعيد ميلاده وعادة ما يلوحون بعلم اليابان. لا يسمح عادة للعامة بالدخول إلى حديقة القصر الإمبراطوري الداخلية إلا في يوم عيد ميلاد الإمبراطور وفي الثاني من يناير عند بداية العام الجديد.
بعد الكلمة التي يلقيها الإمبراطور والتي تستمر حوالي 3 دقائق يلوح الناس بالأعلام بينما يدخل الإمبراطور إلى داخل القصر وينتهي الاحتفال حيث يخرج الناس من القصر وقد يبقى بعضهم بعض الوقت لأخذ جولة في أرجاء الحدائق التي ليس هناك الفرصة لزيارتها في الأيام العادية. عادة يكون الزائرين من المتقدمين في السن حيث أن اهتمام الشعب بالإمبراطور نقص في ما بعد الحرب العالمية الثانية، كما يلاحظ نسبة مرتفعة من السياح الأجانب. بالإضافة إلى ذلك يلاحظ مجموعة من الوطنيين اليمينيين بشاحناتهم المميزة وشعاراتهم المحبة للوطن والإمبراطور والجيش الياباني يهتفون بصوت عالي بحياة الإمبراطور ويخفضون رؤوسهم بإنصات دون النظر إليه مباشرة عند حديثه.

## اقرأ أيضا
- إمبراطور اليابان